# Бенедикт IX (папа)
Папа Бенедикт IX (на латински: Benedictus.PP.IX), роден Теофилакт ди Тускуло (на италиански: Teofilatto di Tuscolo) е глава на Католическата църква, най-младия папа, заел поста едва на 15 години (или на 12), единствения продал папския престол (2 пъти), съответно 145-ия, 147-ия и 150-ия папа в Традиционното броене. Считан за един от най-корумпираните папи в историята на Католическата църква.

## Избор
Той се възкачва на трона на свети Петър благодарение на баща си, граф ди Тускуло. Той заклева кардиналите, че при следващото продължително овакантяване на папския трон, ще изберат за папа сина му Теофилакат за върховен понтиф. Така при смъртта на папа Йоан XIX кардиналите чрез вот избират за папа 15-годишният (според някои източници при избирането си е бил на 20 или 12 години). Коронацията му била извършена на 21 октомври 1032 г.

## Понтификат
През неговото управление са извършени много престъпления, а самия той организира оргии в Папския дворец „вместо да се отдава на теология и служба на Бога“. Не се занимава много с църковни дела, а повече се отдава на развлечения. Управлението му е толкова скандално, че той е осъден в симония, а неговите наследници „се страхуват да говорят за него“. Бенедикт IX остава в историята и като един от малкото папи подали оставка и единствения продал за пари поста си.

### Първи понтификат (1032 – 1044)
След като е коронован за папа, Теофилакат приема името Бенедикт в чест на папа Бенедикт VIII, на когото е племенник.
Новия папа има голямо преимущество над другите фамилии, тъй като той е член на най-могъщия род в тогавашен Рим – Тускуло (който вече има двама папи – Бенедикт VIII и Йоан XIX).
Първият понтификат на Бенедикт IX (1032 – 1044) е съпътстван от незачитане на църквата и пълно пренебрежение на папата спрямо задълженията му. Както свидетелства антипапския историк Фединанд Грегориовиус пише:
| „ | ...демон от Ада в прикриване на свещеник... който заема престола на Петър и скверни свещеното тайнство на религията. | “ |

Всички са възмутени от държанието на младия папа, който дори организира оргии в Папския дворец.(По данни на Фердинанд предимно хомосексуални). В Католическата енциклопедия за Бенедикт IX пише, че той е: 
| „ | Срам за предстоятел на Петър. | “ |

 а в третата книга с диалози на папа Виктор III папата се споменава с: 
| „ | ...изнасилвания, убийства и други неописуеми актове. Живота му като папа минава така гнусно, толкова лош, толкова отвратителен, че аз изтръпвам да мисля за него. | “ |

След шестгодишно управление, изпълнено с корупция и скандали, опозицията в Рим става достатъчно силна, че изгонва насила папата от града и го низвегва. Събралите се на конклав кардинали избират на 20 януари 1045 за папа епископ Йоан, който приема името Силвестър III.

### Втори понтификат (1045)
Бенедикт IX, обаче успява да събере нови сили и на 10 февруари 1045 г. сваля папа Силвестър от трона, след което започва негово второ управление, което го прави единствения папа заел поста повече от веднъж. Силвестър III обаче продължава да носи титлата „папа“, въпреки че е затворен от наследника си в манастир. Бенедикт IX обаче остава само няколко месеца на поста си. На 5 май 1045 г. той проявява невиждан дотогава случай на симония – продава поста си с данъчна декларация на свещеника Йоан Граций, който приема името Григорий VI.

### Трети понтификат (1046 – 1048)
Скоро след като продава папския трон, Бенедикт започва да съжалява за действието си, заради което през юни 1046 г. се завръща в Рим, сваля папа Григорий и отново сяда на апостолическия трон.
Ситуацията в църквата става сложна. Трима „папи“ са претендирали, че са истински и настъпва фактически разкол. Император Хайнрих III, обаче се намесва в провеждащия се събор в Сутри. На него той нарежда да бъдат анатемосани и отстранени насила Бенедикт IX и Силвестър III, докато Григорий VI е окуражен да подаде оставка. По-късните данни за живота на папата са неясни.